# Gnaphosa rhenana
Gnaphosa rhenana är en spindelart som beskrevs av Müller och Schenkel 1895. Gnaphosa rhenana ingår i släktet Gnaphosa och familjen plattbuksspindlar. Inga underarter finns listade i Catalogue of Life.